# نقطة (هندسة)
في الهندسة الرياضية، النقطة هي كائن رياضي عديم الأبعاد والمساحة والحجم يمثل مفهوما أساسيا في الهندسة الرياضية والعديد من فروع الرياضيات والفيزياء والرسوميات المتجهية (ثنائية وثلاثية الأبعاد). تتميز النقطة بأنها تملك موقعا في الفراغ لكن بدون حجم ومساحة ولا أبعاد فهي تمثل معلومات عن الموقع فقط دون أي خواص رياضية أخرى. في الرياضيات خاصة في الطوبولوجيا، يعتبر الفضاء عبارة عن مجموعة ضخمة من النقاط.
تُستخدم حروف اللغة الكبيرة عادةً للدلالة على النقطة.

## التعريف
لا يوجد تعريف دقيق للنقطة فهي شيء نسبي تبعًا لما تقارنه معها. فمثلًا يمكن اعتبار رأس القلم نقطة إذا ما قارنَّاه مع الورقة الموضوعة تحته، ولكن إذا ما قارنَّا رأس القلم مع رأس دبُّوس عندها لن نعتبر رأس القلم نقطة فقد أصبح مُدَبَّبًا للغاية!.. وكذلك الأمر بالنسبة لوضع رأس الدبوس تحت مجهر ضوئي فسيصبح للنقطة أبعاد جديدة. وهكذا دواليك، فعند تدريس الطُلَّاب عن النقطة، لا يتم تعريفها بوضوح بل يتم إعطاء أمثلة وَيُترك لعقل الطالب تكوين الفكرة وإستنتاجها.
ولكن في الرياضيَّات الحديثة أصبح هُنالك تعريف جديد. ففي الرياضيَّات الحديثة، يُشار عادةً للـنقطة كَـعنصر من مجموعة ما تُدعى بالفراغ. أكثر تحديدًا، في الهندسة الإقليديَّة، النقطة هي مفهوم بدائيّ تُبنى عليه الهندسة. وكونها مفهوم بِدائيّ يعني أنَّهُ لا يمكن تعريف النقطة وفق ما تُعَرَّف به الكائنات الأخرى. ولهذا، تُعَرَّف النقطة فقط ببعض خَواصٍّ، تُدعى البَدِيْهِيَّات أو المُسَلَّمَات؛ والَّتي تُوجِب الرِّضى بها. بتحديدٍ أكثر، النقاط الهندسية لا تملك أي من الطول، المساحة، الحجم، أو أي خواص أُخرى للـأبعاد.
- تَفْسِيْرٌ شائِعٌ يحكي أنَّهُ يُهدَف بِمفهوم النقطة التقاط فكرة الموقع الفريد؛ أي الوحيد من نوعه، في الفراغ الإقليدي.[3] وبتعريفٍ عام: النقطة هي موضع في الفراغ الثُّلاثيِّ أو الثُّنائيِّ البُعدِ.

### أبعاد شُعاع الفراغ
إنَّ أبعاد شُعاع الفراغ هي الحجم الأقصى من المجموعة الثانويَّة الخطِّيَّة المُستقلَّة. ففي شُعاع الفراغ المُكَوَّن من نقطة وحيدة (والَّتي يجب أن تكون الشُعاع صفر 0 أو 0)، ليس هنالك أي مجموعة ثانويَّة خطِّيَّة مُستقلَّة. وإنَّ الشُعاع صفر ليس بذاته مُستقلًّا خطِّيًّا، بسبب عدم وجود تقاطع خطِّي جاعلًا إياه صفرًا: {\displaystyle 1\times \mathbf {0} =\mathbf {0} }.

### أبعاد النقطة
هنالك العديد من التعاريف غير المُتكافئة عن الـأبعاد في الرياضيَّات. وفي كل التعاريف الشائعة، تعتبر النقطة بلا أبعاد؛ أي أبعادها صفر 0.

## النقاط في الهندسة الإقليدية

مجموعة من النقاط في الفضاء الإقليدي

النقطة في الهندسة الإقليدية لا تملك أي قياسات، توجه ولا أي ميزة سوى تحديد الموقع. بدهيات إقليدس أو افتراضاته تؤكد في العديد من الحالات على وجود النقاط : فمثلا تؤكد بديهيات إقليدس أنه إذا كان مستقيمين غير متوازيين فهما حتما يشتركان بنقطة واحدة.
يرمز للنقطة في الفضاء الإقليدي الثنائي الأبعاد بثنائية مرتبة (x,y) من الأعداد، حيث يكون العدد الأول يمثل الإحداثيات الأفقية يرمز له عادة بـ x، والعدد الثاني الإحداثيات الشاقولية ويرمز له بـ y. وتعمم هذه الفكرة إلى الفضاء الثلاثي الأبعاد بالثلاثية المرتبة (x,y,z).

## وصلات خارجية
- تعريف النقطة (موضوع للنقاش)